# Ёжиков, Иван Григорьевич
Ива́н Григо́рьевич Ёжиков (13 июля 1938, село Мироновка, Харьковская область (ныне Сумская область) — 16 сентября 2017) — советский журналист, общественный деятель, эколог, писатель, краевед, публицист, редактор радио и газет. Член Союза журналистов России (1964), председатель Совета ветеранов журналистики г. Перми.

## Биография

### Родители
Отец — Ёжиков Григорий Иванович — родился 7 ноября 1902 года в селе Ивачево Севского района Брянской области. Председатель колхоза (1933). В дальнейшем — мастер завода «Импульс» (г. Шостка). Был награждён медалью «За доблестный труд в Великой Отечественной войне 1941—1945 г.» (1948). Умер 1 мая 1964 года.
Мать — Ёжикова Евдокия Михайловна (девичья фамилия Черкай), родилась 12 августа 1907 в с. Мироновка Шосткинского района Харьковской губернии. Работница завода «Импульс». Мать пятерых детей. Награждена медалью «За материнство». Умерла 3 августа 1966 года.

### Деятельность
Окончил филологический факультет Пермского государственного университета имени А. М. Горького в 1964 году.
В 1963—1987 годах работал ":
— сотрудником газет:
- «Металлургстрой» (на крупнейшей в 60-годы стройке — в Новокузнецке возводили Западно-Сибирский металлургический завод),
- «Вперед»,[6]
- «Молодая гвардия» (г. Пермь).

— редактором:
- заводского радио на Пермском машиностроительном заводе имени В. И Ленина,
- многотиражной газеты «За коммунистический труд» на Пермском телефонном заводе (ныне — ОАО "Пермский телефонный завод «Телта»),
- телевизионных передач в Пермском комитете по телевидению и радиовещанию,
- Пермского книжного издательства.

С 1965 года вёл краеведческую работу, член городского клуба «Пермский краевед», член ученого совета Пермского областного краеведческого музея, автор ряда книг по истории создания и развития предприятий индустрии Прикамья и природоведению.
С 1989 года активно участвовал в «зелёном» движении Урала и Поволжья. В 1990-е годы участвовал в организации Российской партии зеленых, избирался её сопредседателем. Почетный член Всероссийского общества охраны природы (ВООП). Трудился в Пермском областном комитете по охране природы.
В 1995—2008 годах — главный редактор газеты «Луч» Архивная копия от 27 марта 2016 на Wayback Machine, экологического приложения областной газеты «Пермские новости».
Инициатор проведения областных ежегодных журналистских конкурсов «Земля тревоги нашей», семинаров для журналистов, пишущих на экологические темы.
Иван Ёжиков был членом правления Российского международного фонда культуры, членом Учёного Совета Пермского краеведческого музея.

## Награды
- Медаль «Ветеран труда».
- Знак Всероссийского общества охраны природы «За охрану природы России».
- Лауреат конкурсов:
  - имени А. Гайдара;
  - «Экология. Человек года» (1997);
  - «Экология России» (2001).